# اتفاقية لاهاي بشأن الأحكام الأجنبية في المسائل المدنية والتجارية
اتفاقية لاهاي بشأن الاعتراف بالأحكام الأجنبية وتنفيذها في المسائل المدنية والتجارية (بالإنجليزية: Convention of 2 July 2019 on the Recognition and Enforcement of Foreign Judgments in Civil or Commercial Matters)، هي معاهدة دولية أُبرمت في لاهاي بهولندا بتاريخ 2 يوليو 2019، دخلت حيز النفاذ في 1 سبتمبر 2023، وتهدف إلى وضع إطار قانوني موحد للاعتراف بالأحكام الصادرة عن محاكم دول أخرى وتنفيذها في القضايا المدنية والتجارية، بما يعزّز التعاون القضائي وتيسير التجارة والاستثمار المتعدّد الحدود.

## الخلفية والدوافع
نشأت الحاجة إلى هذه الاتفاقية في ضوء التعقيدات الناشئة عن ازدواجية إجراءات الاعتراف بالأحكام الأجنبية وتفاوت قواعدها بين الدول، الأمر الذي كان يهدد اليقين القانوني ويعرقل تنقل رؤوس الأموال والأشخاص. وتسعى الاتفاقية إلى استكمال أحكام «اتفاقية 2005 بشأن اختيار المحكمة» من خلال تغطية الأحكام الصادرة وتنفيذها، لا مجرد تحديد الاختصاص.

## نطاق التطبيق والتعريفات

### نطاق التطبيق
1. المسائل المغطاة: تسري على الأحكام المدنية والتجارية الصادرة عن محاكم دولة طرف تخصّ قضيتها علاقة دولية، ولا تشمل الأحكام المتعلقة بالإدارة العامة أو الضرائب والجمارك والمسائل الجنائية[9].
2. العلاقة الدولية: تطبّق الاتفاقية إذا كان لخصومة تقدّم بموجبها عناصر دولية، كأن يكون المدعى عليه مقيماً خارج دولة التنفيذ أو نشأت العلاقة محل النزاع عن معاملات عابرة للحدود.

### التعريفات الرئيسة
- الحكم الأجنبي: قرار قضائي نهائي صادر عن محكمة دولة طرف أخرى.
- الحالة الانتقالية: الأحكام التي صدرت بعد دخول الاتفاقية حيز النفاذ بين دولتَي المنشأ والتنفيذ تُعترف بها وفق أحكامها[10].

## أحكام الاعتراف والتنفيذ

### شروط الاعتراف والإبلاغ
تُلزم دولة التنفيذ المحكمة المختصة فيها بالاعتراف بالحكم الأجنبي وتنفيذه إذا توفرت الشروط التالية:
1. إثبات الحكم الأجنبي: تقديم نسخة موثقة.
2. صلاحية الاختصاص: أن تكون محكمة المنشأ قد مارست اختصاصاً حصرياً أو وفق قواعد دولية معترف بها.
3. عدم التعارض مع النظام العام المحلي: ألا يتعارض جوهر الحكم مع مبادئ النظام العام في دولة التنفيذ[11].

### أسباب الرفض
يجوز لدولة التنفيذ رفض الاعتراف أو التنفيذ إذا ثبت أن:
- لم تُبلّغ الأطراف بصورة صحيحة.
- صدرت في غياب المدعى عليه دون إشعار كافٍ.
- ثمة تضارب بين حكمين أجانب أو حكم محلي نهائي[12].

## دخول الاتفاقية حيز النفاذ
| تاريخ النفاذ  | الدول الفعالة                                     |
| ------------- | ------------------------------------------------- |
| 1 سبتمبر 2023 | الاتحاد الأوروبي (27 دولة عدا الدنمارك)، أوكرانيا |

- دخلت الاتفاقية حيز التنفيذ بعد تصديق الاتحاد الأوروبي وأوكرانيا[3].
- صادقت أوروغواي لاحقًا ودخلت لديها حيز التنفيذ في 1 أكتوبر 2024[13].
- وقّعت الولايات المتحدة على الاتفاقية في 2 مارس 2022، ولم تنفذها بعد[14].

## العلاقة بالاتفاقيات الأخرى
- اتفاقية لاهاي 2005 بشأن اختيار المحكمة: تكمّلها من خلال تغطية مرحلة تنفيذ الحكم بعد الاعتراف[15].
- اتفاقية نيويورك 1958 للأحكام التحكيمية: توازيها في معالجة الاعتراف والتنفيذ ولكن للأحكام الصادرة في التحكيم[16].

## الآثار المتوقعة
1. تيسير التجارة الدولية: اليقين القانوني المسبَق في تنفيذ الأحكام يعزّز البيئة الاستثمارية[17].
2. اختصار الإجراءات القضائية: خفض التكاليف والوقت مقارنة بالنظم الوطنية المتباينة.
3. التكامل القضائي الأوروبي والعالمي: يكمّل نظام بروكسل ويزيد من سريان الأحكام بين الدول الأعضاء والمنضمين[18].